# Муртаг
Муртаг (англ. Murtagh) — персонаж тетралогии «Наследие», сын Морзана и единоутробный брат Эрагона.
Кристофер Паолини так описывает внешность Муртага:
Незнакомец был одет очень просто, вид имел спокойный и уверенный… Серьёзное лицо незнакомца было обрамлено красивыми каштановыми кудрями. Глаза у него тоже были красивые, но какие-то мрачно свирепые. Он, похоже, на несколько лет был старше Эрагона и дюйма на два выше ростом.

## Биография
Родителями Муртага были Морзан и Селена. Морзан, опасаясь, что большая опасность будет грозить ребёнку после его рождения, вывел Селену из дворца Гальбаторикса и увёз её в свой замок. Когда родился Муртаг, он был сразу же отдан кормилице. В три года Морзан нанёс Муртагу увечье, которое оставило огромный шрам на спине. Как раз в то время Морзана отправили на поиски яйца Сапфиры, а Селена ушла в Карвахолл, где в итоге родила Эрагона.После смерти Морзана Селена вернулась, но вскоре умерла.
В восемнадцатый день рождения Муртага Гальбаторикс пригласил его к себе на ужин. После ужина Гальбаторикс призвал его на свою сторону. Вскоре Гальбаторикс приказал ему возглавить отряд воинов, стереть с лица земли город Кантос и истребить всех его жителей: виновных и невинных. Тогда Муртаг понял, что Гальбаторикс — зло и решил бежать из Урубаена. Вместе с другом Торнаком он покинул дворец, но за воротами были воины Гальбаторикса. Торнак в этой схватке погиб, а Муртаг бежал к своему другу, где и скрывался. Вскоре он получил сведения, что Гальбаторикс послал куда-то своих раззаков и решил их выследить. Таким образом он встретился с Эрагоном и Бромом.

## Муртаг в книге «Эрагон»
Муртаг искал раззаков и вот наконец нашёл их. В плену у них было два человека (это были Бром и Эрагон). Муртаг не рассказал им о своем происхождении и предложил свою помощь в их путешествии. Освободил Эрагона и эльфийку Арью из замка шейда Дурзы. Был распознан Аджихадом как сын предателя ордена Всадников Морзана. В бою при Фартхен Дуре с войсками ургалов доказал преданность делу варденов и ненависть к Гальбаториксу.
В этой книге Муртаг предстаёт, как один из наиболее верных спутников Эрагона. После смерти Брома он становится не только его спутником, но ещё и спарринг-партнёром в боевых тренировках. Не раз Муртаг спасает Эрагона от смерти.

## Муртаг в книге «Эрагон. Возвращение»
Во второй книге «Эрагон: Возвращение» Муртаг будет похищен коварными Двойниками, магами-шпионами, скрывшимися после битвы при Фартхен Дуре. Гальбаторикс с помощью темной магии переманит юношу на свою сторону, заставив поклясться в верности на древнем языке (так как узнал истинное имя Муртага). При Муртаге вылупится из красного яйца «оттенка старого вина, когда из него просвечивает огонь лампы» мощный дракон, который «был поменьше Сапфиры, но с более мощными и толстыми лапами и плечами».
Муртаг предаст Эрагона и будет близок к тому, чтобы убить его. Но в память о старой дружбе, оставит его в живых. Затем он откроет Эрагону правду о своем братстве, и возьмет у Эрагона меч Морзана — Заррок.
В тетралогии Паолини практически нет абсолютных злодеев и идеальных героев. На примере Муртага автор показывает, что даже такой положительный герой, каким был этот персонаж в первой части тетралогии, не обязательно будет оставаться таким всегда. Вместо друга и соратника, каким Муртаг был в первой книге, в конце второй он уже предстаёт, как драконий всадник, давший клятву верности королю Гальбаториксу. Ирония судьбы Муртага состоит в том, что значительную часть своей жизни он провёл пытаясь скрыться от последствий того, что он был сыном драконьего всадника, предавшего идеалы этого ордена. В результате же, он фактически становится на путь своего отца.
Оригинал названия этой книги (англ. Eldest, «Самые старшие») — относится в том числе к Муртагу, который в конце книги оказывается старшим братом Эрагона.

## Муртаг в книге «Эрагон. Брисингр»
В этой книге Муртаг вместе с Торном противостоят Эрагону и Сапфире, и Муртаг не может заставить себя ни убить Эрагона, ни взять в плен, хотя имеет для этого все возможности благодаря полученной от Гальбаторикса силе. Подчинение тяготит его, но он признаёт, что ничего не может сделать против воли Гальбаторикса, который, кроме магической силы, владеет сверхъестественным даром убеждения. При осаде Гиллида эльфами Гальбаторикс овладевает умом Муртага и убивает Оромиса и Глаэдра.

## Муртаг в книге «Эрагон. Наследие»
Здесь мы узнаем, что Гальбаторикс сделал Муртага своим слугой с помощью истинного имени и заставил дать клятву верности на древнем языке. В этой же книге он помогает узнать Эрагону Имя Имен в древнем языке, но в то же время сражается с ним по желанию Гальбаторикса - Эрагон ранит его в живот. Также Муртаг испытывает нежные чувства к Насуаде и поддерживал её силы и дух во время заточения в Урубаене, когда сам же похитил её из лагеря варденов.
После смерти короля вместе с Торном улетает на север - определить своё место в мире после рабства у Гальбаторикса. Его дальнейшая судьба неизвестна.

## Муртаг в экранизациях
В фильме «Эрагон» Муртага играет Гаррет Хедлунд.